# Мечеть імені Ахмат-Хаджі Кадирова
Мечеть імені Ахмат-Хаджі Кадирова (крим. Ahmat-Haci Kadırov adında Cami) — мечеть в селі Воїнка Перекопського району, Автономна Республіка Крим.

## Опис
Містить понад 200 осіб.
Названа на честь чеченського колаборанта та першого «президента Чечні» в російські окупації Ахмета-Хаджі Кадирова, побудована коштом регіонального громадського «Фонду імені Ахмата Кадирова» нинішнього «голови Чеченської Республіки» Рамзана Кадирова.

## Історія
21 серпня 2010 року відбулося урочисте відкриття мечеті. У заході взяли участь перший заступник голови меджлісу Рефат Чубаров, муфтій мусульман Криму Хаджі Еміралі Аблаєв, муфтій Чеченської Республіки Султан Мірзаєв, чеченська делегація й місцеві жителі.